# Salsa alla Caruso

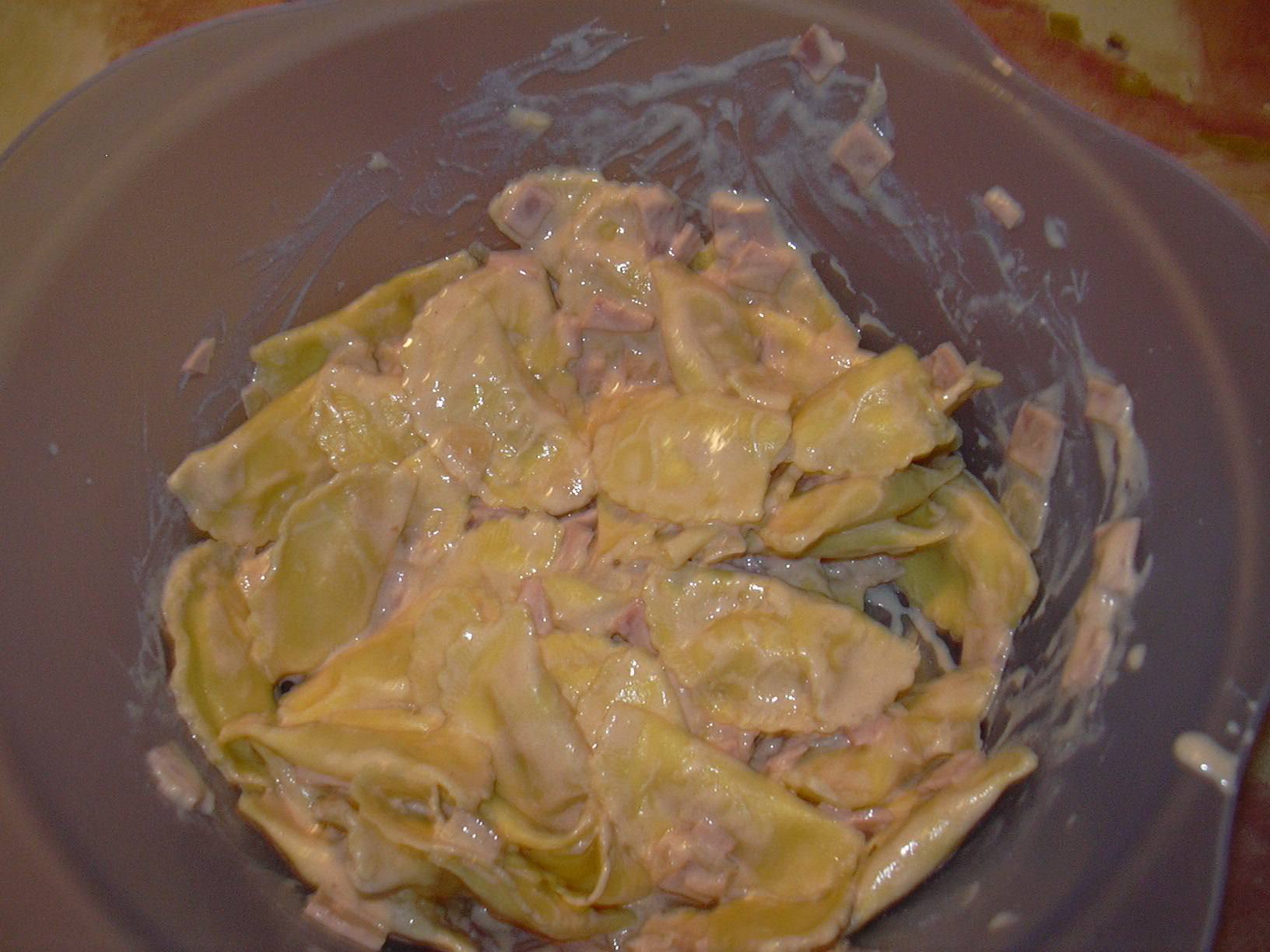
Tortellini alla Caruso

La Salsa alla Caruso, o anche semplicemente Salsa Caruso (in onore del celebre cantante d'opera), conosciuta in Italia semplicemente come panna e funghi, è una salsa a base di panna nella cui composizione entrano anche prosciutto cotto, noci e funghi. Adatta a qualsiasi formato di pasta, viene per lo più utilizzata per condire le paste ripiene (come cappelletti o tortellini).

## Origine
Si ritiene che questo particolare condimento venne ideato negli anni cinquanta del XX secolo da Raimondo Monti, proprietario del ristorante Mario e Alberto di Montevideo. Ispirandosi alla tradizione italiana, l'autore volle con questa ricetta onorare il noto tenore napoletano Enrico Caruso (1873–1921), che in quegli anni godeva di grande popolarità in tutto il Sud America.
La ricetta venne ideata come una variante della besciamella, ma ha un sapore decisamente diverso. Alcuni seminari tenutisi in quegli stessi anni ne esaltarono il gusto, fino a farle guadagnare una certa popolarità anche a livello internazionale.
Attualmente la Salsa alla Caruso viene ritenuta una parte importante della tradizione culturale uruguaiana, fino al punto che l'Asociación Uruguaya de Gastronomía (Associazione uruguaiana di gastronomia) ne vorrebbe consigliare la presenza in ogni attività gastronomica presente sul territorio uruguagio. La ricetta gode inoltre di una certa popolarità anche in altri stati del Sud America, come Brasile ed Argentina, e non è insolito trovarla elencata in alcuni menù nei ristoranti di Buenos Aires.